# Tennes (Sidon)
Tennes (Fenicisch Tabnit; † 350 v.Chr.) was sinds 354 v.Chr. koning van Fenicische stad Sidon. Hij kwam –vermoedelijk op vraag van Nectanebo II– in opstand tegen Artaxerxes III, waarop deze hem 4000 Griekse huurlingen uit Egypte stuurden onder leiding van de bekwame generaal Mentor van Rhodos, met wiens hulp Tennes de satrapen Mazaeus van Cilicië en Belysis van Syrië versloeg. Ze beseften echter dat ze tegen de hoofdmacht van Artaxerxes geen kans maakten, waarna Tennes zijn stad verried aan Perzen. Daarop werd Tennes gedood, maar Mentor gespaard. In hun wanhoop staken de inwoners van Sidon de stad in brand. De overlevenden werden naar Babylon en Susa werden gedeporteerd.

## Antieke bron
- Diodorus, XVI 41-45.

## Referentie
- J. Lendering, art. Mentor of Rhodos, Livius.org (2006).